# James Hamilton de Finnart
Sir James Hamilton de Finnart (c. 1495  - 16 de agosto de 1540) foi um nobre e arquiteto escocês, filho ilegítimo de James Hamilton, 1º Conde de Arran, e Mary (ou Marion) Boyd  de Bonshaw. Embora legitimado em 1512 quando ainda era menor, ele continuou a ser conhecido como o "Bastardo de Arran". Como um membro importante da família Hamilton e primo de segundo grau de Jaime V, rei da Escócia, ele se tornou um membro proeminente da sociedade escocesa.
A ama de uma criança de Marion Boyd é citada nos relatos reais em fevereiro de 1498, quando James IV estava em Ayr.
Hamilton recebeu as terras de Finnart em 1507 e foi nomeado cavaleiro ainda jovem em 1511. Quando criança, ele se juntou à casa do rei e recebeu de presente botas e sapatos. Em 1513 ele foi aceito como herdeiro de seu pai, caso seu pai não tivesse herdeiros legítimos, o que ele fez mais tarde. Durante o inverno de 1517/18, Tiago estava na França e trouxe cartas de Francisco I para a Escócia. No fim de março de 1518, ele voltou à França com respostas sobre o assassinato de Antoine d'Arces, sieur de la Bastie e as ações de seu pai contra os culpados. Arran lutou com o regente Albany e James V mais tarde em 1526 o perdoou formalmente, Arran, o Conde de Eglinton, Lord Avandale, Hugh Campbell de Loudoun e outros por terem armado contra Albany com 5.000 ou 6.000 homens em "Kittycrocehill" em Glasgow. 